# Scyracepon australiana
Scyracepon australiana là một loài chân đều trong họ Bopyridae. Loài này được Markham miêu tả khoa học năm 2010.